# Danielle Peter
Danielle Peter, née le 28 décembre 1945 à Mulhouse, décédée le 23 mai 1981 dans la même ville, est une ancienne internationale française de basket-ball.

## Club
- SREG Mulhouse

## Palmarès

### Sélection nationale
Championnat du monde
- 6e du Championnat du monde 1971,  Brésil
- 10e du Championnat du monde 1964,  Pérou

Championnat d'Europe
- Médaille d'argent du Championnat d'Europe 1970,  Pays-Bas
- 11e du Championnat d'Europe 1968,  Italie
- 11e du Championnat d'Europe 1966,  Roumanie
- 10e du Championnat d'Europe 1964,  Hongrie

Autres
- Début en Équipe de France le 1er décembre 1963 à Strasbourg contre la Suisse
- Dernière sélection le 28 mai 1971 à São Paulo contre l'URSS